# Велоспорт на летних Олимпийских играх 1896 — 100 километров
Гонка на 100 километров на велотреке среди мужчин на летних Олимпийских играх 1896 прошла 8 апреля. Приняли участие девять спортсменов из пяти стран.

## Призёры
| Золото              | Серебро                  | Бронза |
| Леон Фламан Франция | Георгиос Колеттис Греция | —      |

## Соревнование
| Место | Спортсмен                      | Время      |
| ----- | ------------------------------ | ---------- |
| 1     | Леон Фламан (FRA)              | 3:08:19,2  |
| 2     | Георгиос Колеттис (GRE)        | Неизвестно |
| —     | Бернард Кнубель (GER)          | DNF        |
| —     | Теодор Лойпольд (GER)          | DNF        |
| —     | Эдвард Баттел (GBR)            | DNF        |
| —     | Аристидис Константинидис (GRE) | DNF        |
| —     | Йозеф Роземейер (GER)          | DNF        |
| —     | Адольф Шмаль (AUT)             | DNF        |
| —     | Йозеф Вельценбахер (GER)       | DNF        |

Многие участники не смогли доехать до конца, финишировали только француз Леон Фламан и грек Георгиос Колеттис. Несмотря на падение, Фламан победил в гонке, опередив Колеттиса на 11 кругов. Хотя соперник ещё не финишировал, французский флаг был сразу поднят. Победителя поздравлял пришедший на заезд король Греции Георг I
Интерес публики к гонкам был очень мал, так как наблюдение за велосипедистами было довольно монотонным, однако из-за погоды они продолжали смотреть гонку.